# Chiesa di San Lorenzo (Valbrevenna)
La chiesa di San Lorenzo è un luogo di culto cattolico italiano, situato nella frazione di Pareto nel comune di Valbrevenna, nella città metropolitana di Genova. La chiesa è sede della parrocchia omonima del vicariato della Valle Scrivia dell'arcidiocesi di Genova.
La chiesa è sottoposta a vincolo di tutela da parte della Soprintendenza per i beni architettonici e archeologici della Liguria.

## Storia e descrizione
Situata nella frazione di Pareto, la sua fondazione risalirebbe anteriormente al XIII secolo; la prima citazione è infatti documentata in un atto notarile del 21 dicembre 1272. In seguito le verrà accorpata la parrocchia di San Michele Arcangelo di Clavarezza, separata e creata indipendente il 5 febbraio del 1641, e la comunità parrocchiale di Santa Maria delle Grazie del paese di Carsi; quest'ultima verrà distaccata da Pareto nel corso del 1721.
La costruzione dell'edificio moderno è risalente ai primi decenni del XVIII secolo, così come il campanile, eretto nel 1746. L'interno si presenta a unica navata e con cinque altari, di cui uno dedicato alla patrona santa Caterina Fieschi Adorno.
Nelle vicinanze della chiesa è stato allestito un presepe realizzato con la collaborazione del noto pittore Emanuele Luzzati.